# Аннас, Джулия
Джулия Элизабет Аннас (англ. Julia Elizabeth Annas; род. 13 июня 1946) — англо-американский учёный-философ, специалист по античной и современной этике. Доктор философии (1972), регент-профессор (с 1995) Аризонского университета, прежде 15 лет преподавала в Оксфорде. Член Американской академии искусств и наук (1992) и Американского философского общества (2013).

## Биография
Окончила Оксфордский университет (первоклассная степень бакалавра с отличием, 1968). Степени магистра (1970) и доктора философии (1972) получила в Гарвардском университете.
В 1970—1986 годах — преподаватель философии в Оксфорде. В 1991—1992 годах — профессор факультета философии Колумбийского университета. В 1986—1991 и с 1992 года — профессор Аризонского университета, с 1995 года — регент-профессор философии. Почётный фелло St Hugh's College, Oxford.
В 2011 году удостоилась прочтения лекции имени Корбетта в Кембриджском университете. Почётный доктор философии Уппсальского университета (2007).
Редактор-зачинатель Oxford Studies in Ancient Philosophy. Автор многих работ, в том числе книг, по античной философии, в особенности по эпистемологии и этике.
Замужем за профессором философии Аризонского университета Дэвидом Оуэном. У них одна дочь — Лаура.